# Bronwood
Bronwood je město v Terrell County, v Georgii, ve Spojených státech amerických. V roce 2011 žilo ve městě 226 obyvatel.

## Demografie
Podle sčítání lidí v roce 2000 žilo ve městě 513 obyvatel, 186 domácností a 124 rodin. V roce 2011 žilo ve městě 110 mužů (48,9%), a 116 žen (51,1%). Průměrný věk obyvatele je 45 let.